# Sinaihalvön
Sinai är förled även på andra platser än halvön, se Sinai.

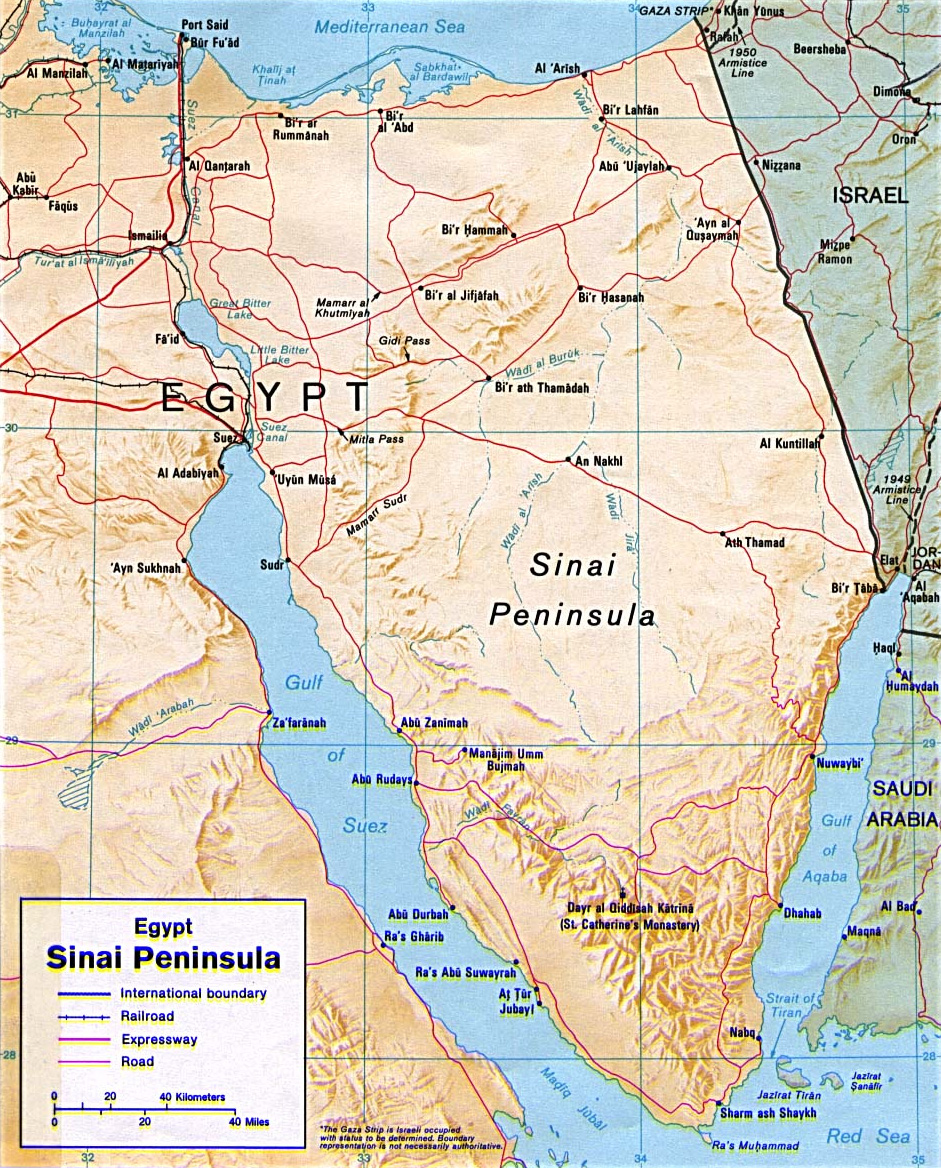
Karta över Sinaihalvön.

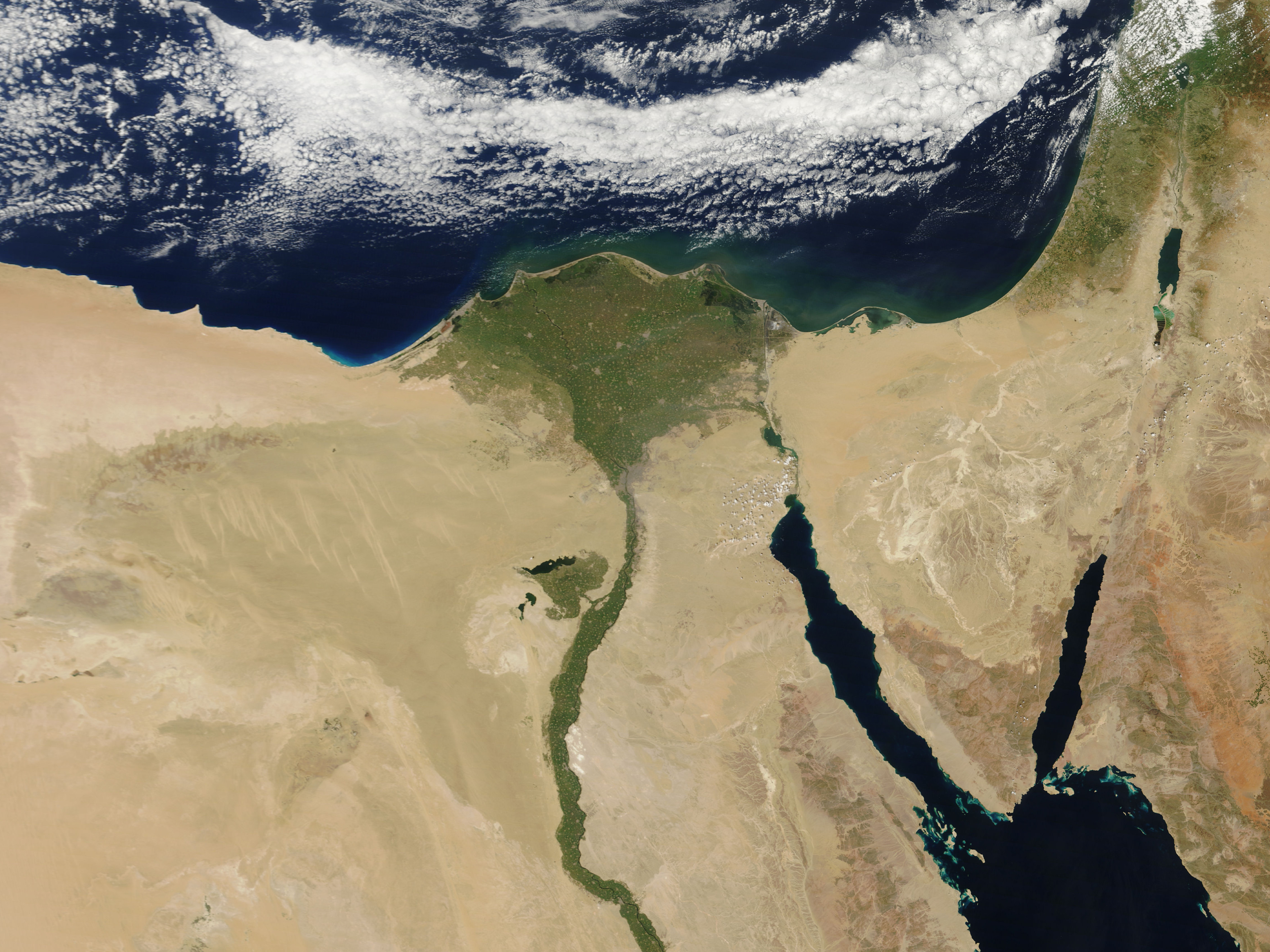
Sinaihalvön, till höger om Nilens delta.

Sinaihalvön är den halvö i Egypten som skiljer Afrika från Asien. Sinaihalvön, som ligger i Asien, gränsar i norr mot Medelhavet, i väst mot Suezviken och Suezkanalen, i öst mot Aqabaviken och Negevöknen och i söder mot Röda havet. Den har en yta på cirka 60 000 km². I nordöst gränsar Sinaihalvön mot Israel och Gazaremsan. Området utgörs nästan helt av bergsöken. På södra delen av halvön ligger Sinaiberget och Katarinaklostret från 500-talet e.Kr.
Halvön delas in i flera egyptiska guvernement. Den södra delen kallas Sina al-Janubiyya (Södra Sinai) och den norra Sina ash-Shamaliyya (Norra Sinai). Tre andra guvernement strålar samman vid Suezkanalen, dessa är Suez i södra delen, Ismailia i mitten och Port Said i norr. Sinaihalvöns största stad är Port Said med lite över 500 000 invånare. På hela halvön bor ungefär 1,3 miljoner människor.

## Historia

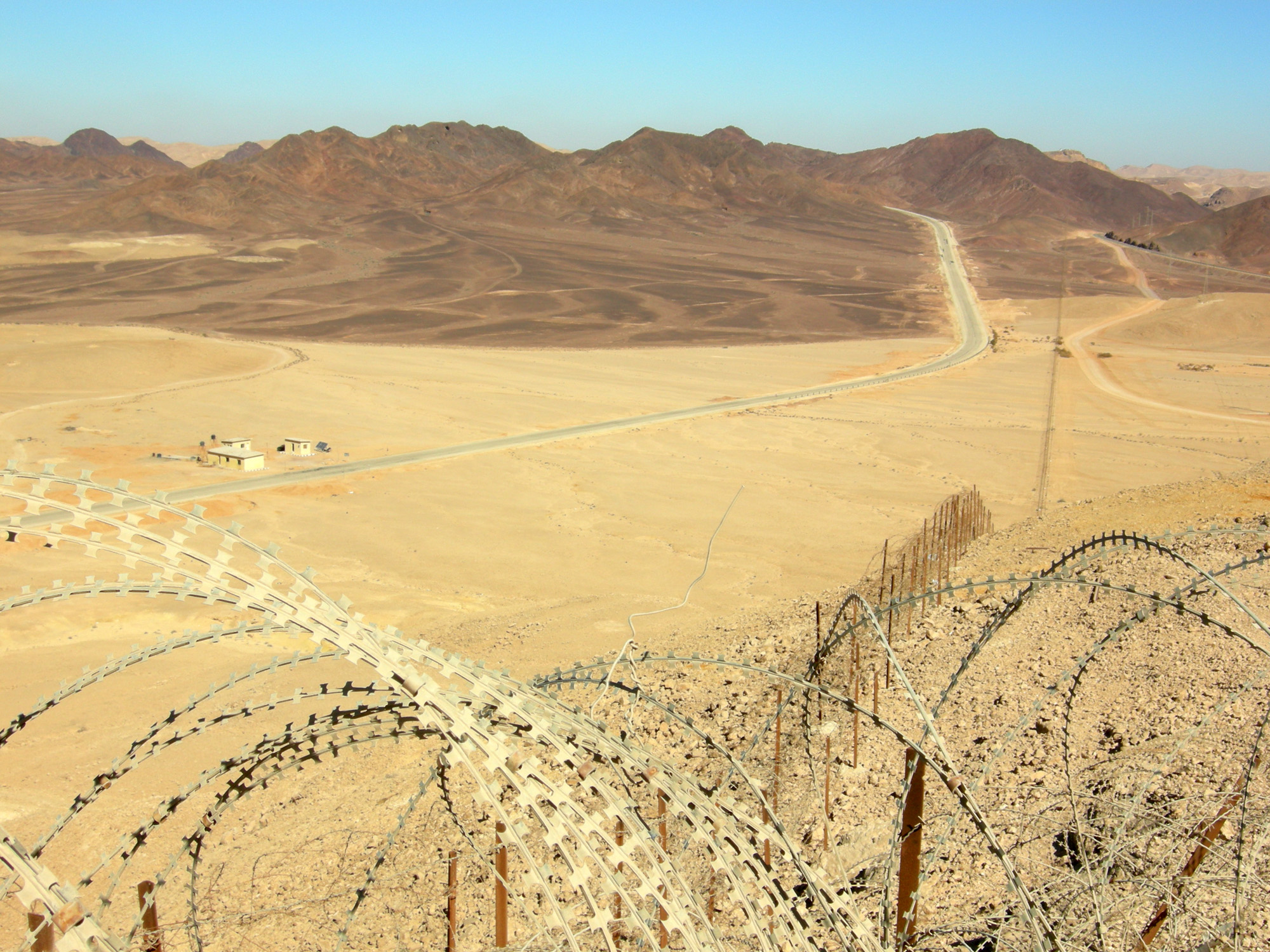
Sinaihalvön, vy norrut vid gränsen mellan Egypten och Israel, norr om Eilat.

Sinaihalvön befolkades ursprungligen av monitufolket och kallades av dessa Mafkat eller Turkoslandet. Redan under Egyptens första dynasti (cirka 3 000 f.Kr.) eller tidigare bröt egyptierna koppar och turkos på Sinaihalvön, och även vid Wadi Maghareh och Sarabit al-Khadim. Gruvplatserna fungerade årstidsvis under tusentals år, men försök i dagsläget att utvinna mer turkos har visat sig oekonomiska. Turkosgruvorna kan vara världens tidigast kända gruvor. Israeliternas ökenvandring i Gamla testamentet förläggs till halvön, där man även påträffat flera stycken vägfort från järnåldern.

### Modern historia
Mamlukerna i Egypten kontrollerade Sinaihalvön mellan 1260 och 1518, då den osmanska sultanen Selim I förgjorde dem vid slagen vid Marj Dabiq och al-Raydaniyya. Från då fram till tidiga 1900-talet var Sinaihalvön under Osmanska rikets kontroll. 1906 blev det en del av det brittiskstyrda Egypten, då osmanerna gav efter för det brittiska trycket att få området. Gränsen som britterna skapade går i en nästan rak linje från Rafah vid Medelhavet till Taba i Aqabaviken. Den här gränsen är idag gräns mellan Israel och Egypten.
1948 passerade egyptiska trupper genom Sinaihalvön på sin väg för att invadera staten Israel. Under 1948 års arabisk-israeliska krig trängde israeliska trupper in i den nordöstra hörnan av Sinaihalvön, men drog sig tillbaka kort därpå efter påtryckningar från Storbritannien och USA. Enligt fredsavtalet från 1949 behölls Sinaihalvön under egyptisk kontroll, men delar av den demilitariserades.
1956 utnyttjade Egypten sin kontroll över Sinaihalvön för att införa en blockad mot hamnen i den israeliska staden Eilat. Följt av detta invaderade Israel, med stöd från Storbritannien och Frankrike (vilka ville återta kontrollen över Suezkanalen) Sinaihalvön, och tog kontroll över hela halvön på ett par dagar. Flera månader senare drog Israel tillbaka sina trupper från halvön, efter kraftiga påtryckningar från USA och Sovjetunionen. Efter detta stationerades FN-trupper (UNEF) på halvön för att förhindra eventuella framtida ockuperingar av den.
1967 förstärkte Egypten sin militära kontroll över Sinaihalvön, förnyade blockaden över Eilat, och beordrade den 16 maj att UNEF skulle lämna halvön omedelbart. Detta följdes av att Israel startade  sexdagarskriget som ledde till att den egyptiska armén besegrades, och Israel erövrade hela halvön. Suezkanalen, som därmed kontrollerades av Israel, stängdes.
Under Jom Kippurkriget byggde egyptiska trupper pontonbroar över Suezkanalen och stormade den starka Bar-Lev-linjen för att ta kontroll över det mesta av den östra stranden, som består av mark 20 kilometer in i Sinaihalvön. Kriget slutade med trupper från båda länderna på båda sidor om kanalen. Israel drog senare tillbaka sina trupper från den västra delen av kanalen, och egyptierna återöppnade snart Suezkanalen.
1979 skrev Israel och Egypten under ett fredsavtal där Israel gick med på att ge över all kontroll över Sinaihalvön till Egypten, trots att stora oljereserver nyligen hittats i regionen. Israel drog sig tillbaka och 1982 var alla trupper borta. I och med tillbakadragandet övergavs också flera israeliska bosättningar, bland annat staden Yamit på nordöstra Sinaihalvön.

## Städer
- al-Arish
- an-Nakhl
- at-Tur
- Abu Zanimah
- Sharm el-Sheikh (Sharm ash-Shaykh)
- Dahab
- Nuwaybi al-Muzayyinah (Nuweiba)
- al-Kuntillah

### Andra platser
- Sabkhat al-Bardawil
- Ras Muhammad
- Katarinaberget (2 629 meter över havet)